# مايكل ميدلتون دير
مايكل ميدلتون دير (بالإنجليزية: Michael Middleton Dwyer)‏ هو مهندس معماري أمريكي، ولد في 1954.